# Christoph Elbern
Christoph Elbern (* 12. Juni 1960 in Düsseldorf) ist ein deutscher Autor von Kriminalromanen und Sachbüchern. Einige Kriminalromane erscheinen unter dem Pseudonym Klaas Kroon.

## Leben
Bereits während des Studiums arbeitete Elbern als Redaktionsleiter bei Stadtmagazinen in Düsseldorf (Düsseldorfer Illustrierte, Prinz). 1994 wechselte er als Chefredakteur in die Zentralredaktion von Prinz nach Hamburg. Nach Stationen bei Gruner & Jahr, dem Bauer und Motor Presse Verlag und beim Internet-Startup Vivity wechselte er in die Unternehmenskommunikation. Von 2010 bis Februar 2025 war Elbern Geschäftsführer einer Kommunikationsagentur in Kassel.
Neben seiner Tätigkeit in Redaktionen und Agenturen war Elbern immer schon als Autor tätig. Seit 2018 verstärkt als Autor von Kriminalromanen. Er lebt und arbeitet in Hamburg.
Elbern ist Mitglied des Syndikat e. V.

## Werke

### Historische Romane
- Hafenmörder. Rütten & Loening, Berlin 2022, ISBN 978-3-352-00973-0.
- Tödlicher Schlaf. Rütten & Loening, Berlin 2023, ISBN 978-3-352-00972-3.

### Regionalkrimis als Klaas Kroon
- Totenwald. BoD, Hamburg 2017, ISBN 978-3-8391-1283-0 (zu Lüneburg).
- Brandopfer. BoD, Hamburg 2018, ISBN 978-3-7460-4877-2 (zu Lüneburg).
- Der Isemarkt-Anschlag. BoD, Hamburg, 2018, ISBN 978-3-7528-5844-0 (zu Hamburg).
- Die Tote von der Strandperle. BoD, Hamburg 2019, ISBN 978-3-7481-5221-7 (zu Hamburg).
- Heidehexen. emons, Köln 2020, ISBN 978-3-7408-0799-3 (zu Lüneburg).
- Der graue Ritter. BoD, Hamburg 2020, ISBN 978-3-7519-1395-9 (zu Hamburg).
- Mord im Wendland. Gmeiner, Meßkirch 2021, ISBN 978-3-8392-0055-1 (zum Wendland).
- Akte Wendland. Gmeiner, Meßkirch 2024, ISBN 978-3-8392-0670-6 (zum Wendland)

### Kurzkrimis & Kurzgeschichten
- Wie ein Sturm vor Helgoland Karl May rettete.in Meer Mord, Manfred Ertel (Hrsg.) Ellert & Richter Verlag, Hamburg 2024, ISBN 978-3-8319-0862-2.

### Roman
- Kettenriss. Radsport-Roman, Delius Klasing, Hamburg 2011, ISBN 978-3-7688-5319-4.

### Sachbücher/Ratgeber
- mit Peter Schlickenrieder: Skilanglauf – Das Trainingsprogramm. Ehrenwirth, München 2003, ISBN 978-3-431-04060-9.
- mit Lothar und Nicole Leder: Triathlon – Einstieg, Training, Praxis. Delius Klasing, Hamburg 2005, ISBN 978-3-7688-1692-2.
- mit Lothar und Nicole Leder: Der Weg zum Ironman – Triathlon Training für Fortgeschrittene. Delius Klasing, Hamburg 2006, ISBN 978-3-7688-1815-5.
- mit Max Hürzeler: Mallorca – Insel des Radsports. Delius Klasing, Hamburg 2007, ISBN 978-3-7688-5250-0.
- mit Lothar und Nicole Leder: Triathlon Training. Bruckmann, München 2012, ISBN 978-3-7654-5393-9.

### Hörbücher
- Hafenmörder. Aufbau Verlag, Berlin 2022, gelesen von Jens Hartwig, 612 Minuten.
- Tödlicher Schlaf. Aufbau Verlag, Berlin 2023, gelesen von Jens Hartwig, 669 Minuten.